# Montalchez
Montalchez är en ort i kommunen La Grande Béroche i kantonen Neuchâtel i Schweiz. Den ligger cirka 17,5 kilometer sydväst om Neuchâtel. Orten har cirka 260 invånare (2023).
Orten var före den 1 januari 2018 en egen kommun, men slogs då samman med kommunerna Bevaix, Fresens, Gorgier, Saint-Aubin-Sauges och Vaumarcus till den nya kommunen La Grande Béroche.